# Rychlostní silnice ve Slovinsku

Dopravní značka rychlostní silnice ve Slovinsku.

Rychlostní silnice ve Slovinsku jsou označovány písmenem H, což souvisí se slovinským pojmenováním – hitra cesta. Maximální dovolená rychlost na rychlostních silnicích je 100 km/hod. V roce 1994 byla síť převedena na Společnost pro dálnice v Republice Slovinsko (Družba za avtoceste v Republiki Sloveniji, DARS), která dnes spravuje 592 kilometrů dálnic a 160 kilometrů rychlostních silnic.

## Rychlostní silnice
| Označení | Rychlostní silnice | Trasa                                                                      | Délka     | Stav                                        |
| -------- | ------------------ | -------------------------------------------------------------------------- | --------- | ------------------------------------------- |
|          | H1                 | Peračica – Podtabor in Pluska – Hrastje                                    | 241 km    | zanikla integrací do A2 (2010)              |
|          | H2                 | Maribor – Maribor center – Slivnica                                        | 7,200 km  | zanikla překategorizováním na R2-430 (2020) |
|          | H3                 | Součást okruhu Lublaně                                                     | 10,222 km | dokončena                                   |
|          | H4                 | Razdrto – Vipava – Ajdovščina – Selo – Šempeter - Vrtojba – Itálie         | 42,117 km | dokončena                                   |
|          | H5                 | Itálie – Škofije – Koper – Šmarje – Dragonja – Chorvatsko                  | xx,x km   | ve výstavbě                                 |
|          | H6                 | Koper (H5) – Izola – Piran                                                 | xx,x km   | ve výstavbě                                 |
|          | H7                 | Črni dol – Maďarsko                                                        | 2,8 km    | dokončena                                   |
| HC 1     | neurčeno           | Postojna (A1) – Pivka – Ilirska Bistrica – Jelšane – Chorvatsko            | xx,x km   | plánována                                   |
| HC 2     | neurčeno           | Divača (A1) – Ilirska Bistrica                                             | xx,x km   | plánována                                   |
| HC 3     | neurčeno           | Žalec (A1) – Velenje – Slovenj Gradec – Dravograd                          | xx,x km   | plánována                                   |
| HC 4     | neurčeno           | Novo mesto (A2) – Tunnel Gorjanci – Semič – Črnomelj – Vinica – Chorvatsko | xx,x km   | plánována                                   |
| HC 5     | neurčeno           | Slovenska Bistrica (A1) – Pragersko – Draženci (A4) – Ptuj – Ormož         | xx,x km   | plánována                                   |

## Zpoplatnění
Rychlostní silnice jsou zpoplatněné stejně jako dálnice (dálniční známka, elektronické mýto).